# Emma-Jean Thackray
Emma-Jean Thackray (* 1988 oder 1989 in Leeds) ist eine britische Musikerin (Trompete, Flügelhorn, Elektronik, Gesang)  und Produzentin. Laut WDR ist sie „einer der nächsten großen Kreativköpfe im aktuellen Nu-Jazz“.

## Leben und Wirken
Thackray wuchs im ländlichen Yorkshire zwischen Wakefield and Leeds auf, einer Gegend, in der Brassbands eine große Tradition haben. Daher spielte sie in ihrer Jugend in einer Blaskapelle Trompete und Kornett. Das Trompete- und Klavierspiel hat sie sich anfangs selbst beigebracht. Sie entwickelte Interesse an aller Musik, die ihr begegnete, vom Jazz von Miles Davis über Afropop von Fela Kuti bis zu Soul und Folk. Später studierte sie Musik und Jazztrompete am Royal Welsh College of Music and Drama in Cardiff und entwickelte schließlich einen eigenen Klang, als sie aus dem Repertoire der Brass Bands und den Jazzeinflüssen ihren typischen, treibenden Sound schuf. Dabei verschmolz Thackray Keyboards, Blechbläser und Gesang zu einer rhythmischen Basis, mit Einflüssen von Funk, Disco und britischem Garage-Pop. Nach ihrem Debüt im Jahr 2016 mit der EP Walrus arbeitete Thackray 2018 mit dem London Symphony Orchestra und gastierte mit diesem auf dem London Jazz Festival. Des Weiteren trat sie auf Festivals auf wie dem New Yorker Winter Jazz Fest und auf dem Glastonbury Festival. Am Trinity College of Music absolvierte sie ein Masterstudium bei Issie Barratt.
Auf ihrem eigenen Label Movementt legte C mehrere EPs wie Ley Lines (2018) vor. Sie spielte des Weiteren auf Produktionen von Makaya McCraven, Junius Paul und Angel Bat Dawid; ferner betreute sie eine eigene Reihe im Rundfunk. 2019 gastierte sie mit ihrem Quintett The Walrus auch in Deutschland, u. a. auf Enjoy Jazz und den Jazztagen Stuttgart. Musikalisch bewegt sich ihre Musik zwischen umfassenden Klangexkursionen, von klassischem Bigband-Sounds der Ellington-Ära über elektronische Beats à la Madlib bis hin zu spirituellen Afrobeats mit Verweisen auf die Musik Tony Allens. 2020 veröffentlichte sie die EP Rain Dance / Wisdom. Für die Stücke „Open“ und „Open (again)“ auf dieser EP verwendete sie Samples der Liveaufnahmen mit ihrer eigenen Band. 
2020 folgte die EP UM음 YANG양, an der u. a. der Saxophonist Soweto Kinch mitgewirkt hatte. 2021 legte sie das von der Kritik gelobten Album Yellow vor. Alle Kompositionen und Songtexte sowie Instrumentaleinspielungen und Arrangements sind von ihr selbst, ein Soloalbum ohne Begleitband und von ihr selbst produziert. Es ist auf ihrem eigenen Label Movementt sowie für den japanischen Markt auf Beat Records in Tokio erschienen.
Ihr zweites Studioalbum erschien Ende April 2025 unter dem Titel Weirdo beim Londoner Plattenlabel Brownswood Recordings. Es enthält 19 Tracks und hatte überwiegend gute Besprechungen.

## Würdigung
„Die Musik ihrer Band Walrus steht beispielhaft für den energetischen und tanzbaren Sound der aktuellen Londoner Szene“, hieß es im Deutschlandfunk.
Das Online-Magazin The Quietus lobte: Mit „Rain Dance und ihren jüngsten Singles steht Emma-Jean Thackray ganz oben mit ihrem Spiel. Die Trompetenstöße erinnern an ihre Zeit als Erste Kornettistin, während die House-Keyboards, erfinderischen Drum-Fills und unersättlichen Grooves eine Künstlerin einfangen, die immer experimentierfreudig ist.“

## Diskographische Hinweise
- Walrus (EP, 2016), mit Ben Kelly, Liz Exell,  Elliot Galvin, Pie Eye Collective
- Ley Lines (EP, 2018) solo
- Make Do (Video, Regie Kez Coo; 2018)
- Emma-Jean Thackray / Makaya McCraven – Too Shy / Run Dem (EP, 2019)
- Rain Dance (EP, 2020), mit Lyle Barton, Dougal Taylor, Ben Kelly, Elliot Galvin
- Open - Remix (feat. Blu) (2020), mit Lyle Barton, Dougal Taylor
- UM음 YANG양 (EP, 2020), mit Soweto Kinch, Lyle Barton, Ben Kelly, Dwayne Kilvington, Crispin Robinson, Dougal Taylor
- Yellow (Album, 2021)[14]
- Yellower Vol. 1 (2022) EP[15]
- Weirdo (Album, 2025)[16]